# Antoni Orsik
Antoni Orsik (ur. 15 czerwca?/27 czerwca 1899 w Mińsku Litewskim, zm. 17 września 1975) – polski lekarz, major Wojska Polskiego.

## Życiorys
Urodził się 27 czerwca 1899 w Mińsku Litewskim i w tym mieście ukończył szkołę podstawową oraz sześcioletnie gimnazjum.
W 1917 zaciągnął się do wojska do I Korpusu gen. Dowbora-Muśnickiego. Po rozwiązaniu I Korpusu przyjechał do centralnej Polski i zgłosił się do wojska, w którym służył do 1918, a następnie uczęszczał do Gimnazjum im. Tadeusza Reytana w Warszawie. W trakcie wojny polsko-bolszewickiej zgłosił się ponownie do wojska i służył w kawalerii w stopniu kaprala, walcząc na froncie wschodnim.
W latach 1921–28 studiował w Uniwersytecie Warszawskim, a następnie rozpoczął pracę jako lekarz w Ubezpieczalni Społecznej w Ożarowie. Udzielał się społecznie, był prezesem Towarzystwa Przyjaciół Ożarowa oraz lekarzem Ochotniczej Straży Pożarnej. W 1938 podjął pracę jako lekarz w Państwowych Zakładach Lotniczych na Okęciu.
We wrześniu 1939 został wysłany z grupą rekrutów na wschód Polski. Dotarł do Mieni, gdzie zgłosił się do szpitala polowego i pracował do końca kampanii wrześniowej. Po zwolnieniu powrócił do Ożarowa i pracował w Ośrodku Zdrowia.
W 1940 wstąpił do ZWZ, przyjmując pseudonim „Bończa”, i został mianowany szefem Służby Zdrowia (kryptonim „Adam”) VII Rejonu „Jelsk-Jaworzyn” 7 Obwodu „Obroża”. Zorganizował służbę zdrowia oraz prowadził szkolenia sanitarne żołnierzy VII Rejonu. Wspomina Zofia Głodkowska:
„Doktor Antoni Orsik, szef konspiracyjnej służby zdrowia VII obwodu »Obroża«, w 1944 zorganizował służbę sanitarną, prowadząc szkolenie żołnierzy, w większości dziewcząt i kobiet z Wojskowej Służby Kobiet (WSK). Przygotowywał je do pracy w charakterze sanitariuszek potrzebnych, jak przewidywano, do pielęgnacji rannych i chorych w chwili wybuchu powstania. Pomagały mu wykwalifikowane instruktorki, wśród nich dr stomatologii Pelagia Smolińska”.
Szpital dla powstańców z Warszawy mieścił się na terenie ówczesnej huty szkła oraz w domu rotmistrza Reklewskiego w Ołtarzewie.
W kwietniu 1945 Antoni Orsik został zmobilizowany do Ludowego Wojska Polskiego i dostał przydział do Oficerskiej Szkoły Samochodowej w Bydgoszczy w stopniu kapitana, a następnie do Poznania do wojskowego szpitala ginekologiczno-położniczego jako ordynator oddziału.
W parę miesięcy później dostał przeniesienie do Warszawy na stanowisko szefa ambulatorium przy Sztabie Generalnym oraz awans do stopnia majora. Po niecałych dwóch latach pracy zwolnił się z tego stanowiska i prowadził praktykę lekarską w Ożarowie Mazowieckim.
W okresie międzywojennym został odznaczony medalami: Niepodległości, 10-lecia i Polska Swemu Obrońcy; oraz po II wojnie Srebrnym Krzyżem Zasługi i medalami: za Warszawę, za Odrę i Nysę, Zwycięstwa i Wolności oraz Odznaką Grunwaldzką.
Zmarł 17 września 1975.